# Kentoku Noborio
Kentoku Noborio (japanisch 登尾 顕徳 Noborio Kentoku; * 30. November 1983 in der Präfektur Kagoshima) ist ein ehemaliger japanischer Fußballspieler.

## Karriere
Noborio erlernte das Fußballspielen in der Universitätsmannschaft der Fukuoka-Universität. Seinen ersten Vertrag unterschrieb er 2006 bei Kyoto Purple Sanga (heute: Kyoto Sanga FC). Der Verein spielte in der höchsten Liga des Landes, der J1 League. Am Ende der Saison 2006 stieg der Verein in die J2 League ab. Am Ende der Saison 2007 stieg der Verein wieder in die erste Liga auf. Für den Verein absolvierte er 20 Erstligaspiele. 2008 wechselte er zum Zweitligisten Tokushima Vortis. Für Vortis absolvierte er 88 Ligaspiele. 2011 wechselte er zum Ligakonkurrenten Giravanz Kitakyushu. Für den Verein absolvierte er acht Ligaspiele.